# Sociedad Anónima (Kolumbien)
Die Sociedad Anónima in Kolumbien (Kurzform S.A. deutsch Gesellschaft mit beschränkter Haftung) ist eine Kapitalgesellschaft mit beschränkter Haftung, bei der das Grundkapital durch Aktien vertreten wird und bei der der Besitz der Aktien von der Geschäftsführung der Gesellschaft getrennt ist. Es ist für einen bestimmten Zweck eingerichtet. Die Aktionäre haben keinen Anspruch auf das erworbene Vermögen, sondern auf das Kapital und den Gewinn desselben.
Das kolumbianische Rechtssystem ist von Einflüssen der Rechtssysteme anderer Länder geprägt, insbesondere des spanischen, deutschen, französischen und US-amerikanischen Rechts. Die Aktiengesellschaft nach kolumbianischem Recht hat eine andere Organstruktur als die deutsche Aktiengesellschaft. Sie sieht folgende Organe vor:
- Hauptversammlung (span. Asamblea General): Sie stellt das gemeinsame Entscheidungsgremium der Aktionäre dar.
- Direktorium (span. Directorio): Es hat ähnliche Funktionen wie das Board of Directors in den USA, insbesondere allgemeine Geschäftsführungsfunktionen und die Überwachung des gesetzlichen Vertreters.
- Gesetzlicher Vertreter (span. Gerente): Er leitet die Gesellschaft zusammen mit dem Direktorium und ist allein vertretungsberechtigt.
- Abschlussprüfer (span. Auditor): Er hat die gleichen Funktionen wie der Abschlussprüfer in Deutschland.

Die Gründung der S.A. muss durch einen Notar beurkundet werden. Sie erfordert mindestens fünf Aktionäre, von denen keiner mehr als 95 Prozent der Anteile halten darf. Es ist kein Mindeststammkapital vorgeschrieben. Die Aktionäre haften für die Verbindlichkeiten der S.A. bis zur Höhe ihrer jeweiligen Einlage.
Einzahlungen aus dem Ausland in das Stammkapital der S.A. sind bei der kolumbianischen Zentralbank zu registrieren. Ist dies ordnungsgemäß erfolgt, hat der ausländische Investor unter bestimmten Bedingungen Anspruch auf die Übertragung von Zinszahlungen und auf die Rückführung seines Kapitals ins Ausland bei Auflösung oder Stammkapitalreduzierung der S.A.